# 72
Glej tudi: število 72
72 (LXXII) je bilo prestopno leto, ki se je po julijanskem koledarju začelo na sredo.

## Dogodki
- 1. januar